# Comunicazione finanziaria
La Comunicazione finanziaria ( o informativa societaria) è la disciplina che studia l'insieme di modalità (strategie, tattiche e strumenti) utilizzate per rendere fruibili informazioni, ma anche raccomandazioni, di carattere economico-finanziario ad investitori e parti terze.
G. Coda definisce la comunicazione finanziaria come la "trasmissione di informazioni dalla direzione aziendale a tutti gli interlocutori sociali – o soltanto ad alcuni di essi –sull'evoluzione dell'assetto reddituale, finanziario e patrimoniale dell'impresa”.

## Descrizione
La matrice di tale disciplina è di tipo economico-finanziario. Il processo di trasformazione del puro dato numerico in informazione ha infatti inizio da una fase di interpretazione dei risultati aziendali che vengono analizzati e valutati. Tale processo consente di comprendere: 
- l'identità economico-finanziario-patrimoniale dell'impresa e l'insieme dei risultati che sostengono la validità del modello imprenditoriale prescelto;
- il posizionamento aziendale nel settore di riferimento declinato nella logica di “differenziale competitivo” che definisce la sostenibilità finanziaria del modello di imprenditoriale[ma che cosa si vuole dire?] nel medio-lungo termine;
- l'orientamento strategico volto a mantenere o ad ampliare il differenziale competitivo;
- la stima dei risultati attesi intesi come obiettivi economico-patrimoniale-finanziari raggiungibili grazie alla strategia.